# O femeie periculoasă (film)
O femeie periculoasă (titlu original: în engleză A Dangerous Woman) este un film american dramatic de dragoste din 1993 regizat de Stephen Gyllenhaal. Rolurile principale au fost interpretate de actorii Debra Winger, Barbara Hershey și Gabriel Byrne.

## Rezumat
Martha Horgan se luptă să aibă o viață normală, în ciuda faptului că este provocată mintal. Ea este concediată de la un loc de muncă de la curățătoria locală după acuzații de furt din casa de marcat. Ea crede că furtul a fost făcut de Getso, iubitul prietenei sale, Birdie.
Deprimată, Martha se întoarce în casa mătușii Frances și descoperă că Mackey a fost angajat să repare veranda casei principale. Mătușa Frances plănuiește să găzduiască un eveniment de gală pentru un politician local. Furioasă pentru aventura soțului ei cu Frances, soția politicianului a intrat cu mașina în verandă și a deteriorat-o.

## Distribuție
| Actor             | Rol                               |
| ----------------- | --------------------------------- |
| Debra Winger      | Martha Horgan - nepoată           |
| Barbara Hershey   | Frances Beechum - mătușă          |
| Gabriel Byrne     | Colin "Mac" Mackey - alcoolic     |
| Laurie Metcalf    | Anita Bell - Soția lui Steve      |
| John Terry        | Steve Bell - politician           |
| Maggie Gyllenhaal | Patsy Bell - fiica lui Steve      |
| Jake Gyllenhaal   | Edward (ca Jacob Gyllenhaal)      |
| Chloe Webb        | Birdie Drusser - Prietena Marthei |
| David Strathairn  | Getso - Escroc mărunt             |
| Jan Hooks         | Vânzătoare de make-up             |
| Richard Riehle    | John - Șeful curățătoriei chimice |